# أنبوب فينتوري

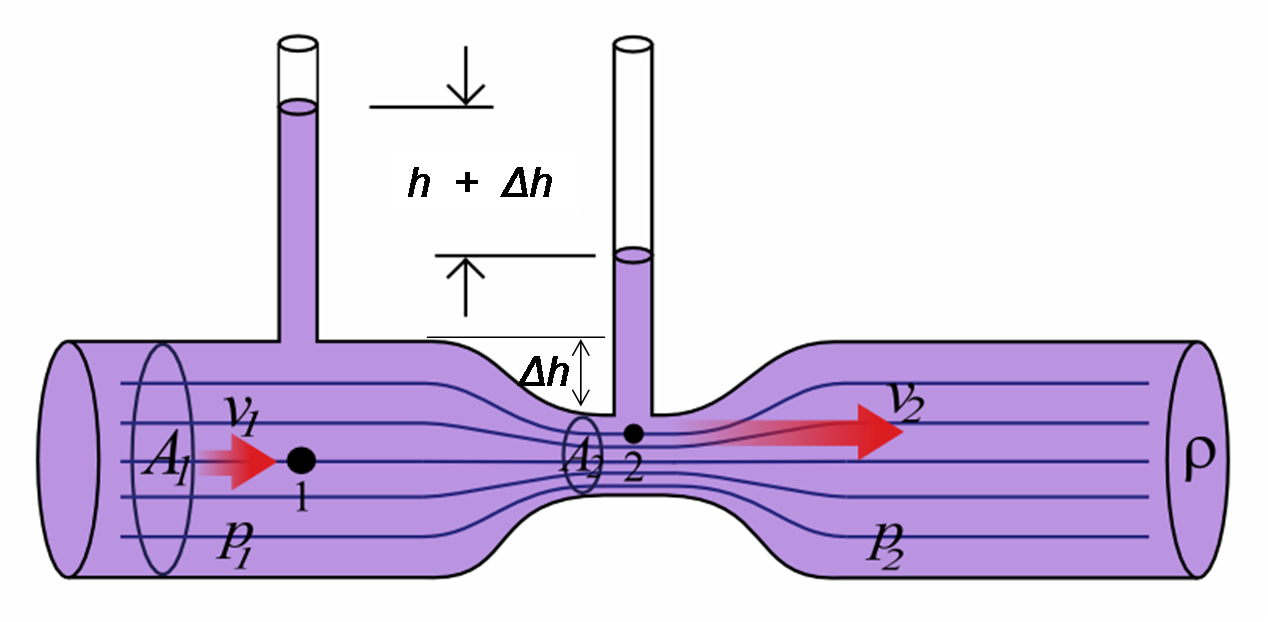

أنبوب فينتوري هو اكتشاف للعالم الإيطالي جيوفاني باتيستا فينتوري الذي لاحظ أن ضغط السائل الجاري في الأنبوب ينخفض عند حدوث تضيق في مقطع الأنبوب.

## الأساس الفيزيائي
حسب معادلة الاستمرار فعند تعرض جريان السائل لتناقص في المقطع فإن السرعة يجب أن تزداد . بينما سينخفض الضغط حسب قانون انحفاظ الطاقة .بحيث أن الربح في الطاقة الحركية يقابله انخفاض في الضغط
و يمكن اشتقاق قانون لأتبوب فنتوري من معادلة برنولي ومن معادلة الاستمرارية.